# Janusz Hejnowicz
Janusz Hejnowicz (ur. 26 maja 1946 w Toruniu, zm. 17 listopada 2017 tamże) – polski sędzia i działacz hokejowy. 

## Życiorys
Był synem hokeisty Kazimierza Hejnowicza (1918–1988), który po zakończeniu kariery zawodniczej udzielał się jako sędzia i skarbnik Okręgowego Związku Hokeja na Lodzie w Toruniu. Janusz Hejnowicz był absolwentem Wydziału Chemii na Uniwersytecie Mikołaja Kopernika w Toruniu. W latach 1964–1966 był zawodnikiem drużyny juniorskiej Pomorzanina Toruń. Od 1970 udzielał się jako sędzia hokejowy na szczeblu krajowym, zaś od 1983 był już sędzią międzynarodowym. Do zakończenia działalności sędziowskiej w 1994, Janusz Hejnowicz sędziował około tysiąca spotkań na szczeblu centralnym, w tym między innymi finały Mistrzostw Polski, a także ponad 60 spotkań na szczeblu międzynarodowym w tym także mecze młodzieżowych Mistrzostw Świata, półfinały klubowego Pucharu Europy oraz turniejach międzynarodowych w Füssen, Weißwasser i Kronsztadzie. Działał w Pomorskim Okręgowym Związku Hokeja na Lodzie. Od 1994 pełnił funkcję obserwatora z ramienia Polskiego Związku Hokeja na Lodzie.

## Wybrane odznaczenia
- Srebrny Krzyż Zasługi (1984)[1]
- Złota Odznaka Polskiego Związku Hokeja na Lodzie (1984)[1]
- Złota Odznaka Zasłużonego Sędziego (2000)[1]